# 萊茵 (喬治亞州)
萊茵（英語：Rhine）是一個位於美國喬治亞州道奇縣的城鎮。

## 地理
萊茵的座標為32°59′23″N 83°11′56″W / 32.98972°N 83.19889°W，而該地的平均海拔高度為74米（即243英尺）。

## 人口
根據2010年美國人口普查的數據，萊茵的面積為8.10平方千米，當中陸地面積為8.10平方千米，而水域面積為0.00平方千米。當地共有人口394人，而人口密度為每平方千米49人。